# 정진영 (1959년)
정진영(鄭鎭永, 1959년 ~)은 인천지방검찰청 등에서 검사장을 역임한 법조인이다.

## 생애
1959년에 태어난 정진영은 1981년 제23회 사법시험에서 합격하여 1983년 사법연수원 13기를 수료하고 부산지방검찰청 검사에 임용되었다.

## 경력
- 제23회 사법시험 합격
- 1983년 부산지방검찰청 검사
- 1985년 춘천지방검찰청 영월지청 검사
- 1986년 서울지방검찰청 북부지청 검사
- 1988년 대구지방검찰청 검사
- 1990년 서울지방검찰청 동부지청 검사
- 1993년 독일연방 법무부 파견
- 1994년 법무부 특수법령과 검사
- 1996년 대구지방검찰청 경주지청 부장검사
- 1997년 대구지방검찰청 공판송무부 부장검사
- 대구지방검찰청 강력부 부장검사
- 1998년 대구지방검찰청 형사3부 부장검사
- 1998년 법무연수원 기획과 과장
- 1999년 대검찰청 환경보건과장
- 2000년 대검찰청 형사과장
- 2001년 서울지방검찰청 형사9부 부장검사
- 2002년 서울지방검찰청 형사4부 부장검사
- 2002년 8월 ~ 2003년 8월 대전지방검찰청 서산지청장
- 2003년 서울고등검찰청 검사
- 2004년 제주지방검찰청 차장검사
- 2005년 서울북부지방검찰청 차장검사
- 2006년 2월 ~ 2007년 3월 의정부지방검찰청 고양지청장
- 2007년 3월 ~ 2008년 3월 제주지방검찰청 검사장
- 2008년 3월 ~ 2009년 1월 창원지방검찰청 검사장
- 2009년 1월 ~ 2009년 8월 서울서부지방검찰청 검사장
- 2009년 8월 ~ 2010년 7월 인천지방검찰청 검사장
- 김앤장 변호사
- 2011년 8월 ~ 2013년 2월 대통령실 민정수석
- 2013년 ~ 김앤장법률사무소 변호사
- 2015년 4월 ~ 2021년 3월 신세계인터내셔날 사외이사 겸 감사위원